# Kempfidea abyssicola
Kempfidea abyssicola is een mosselkreeftjessoort uit de familie van de Hemicytheridae. De wetenschappelijke naam van de soort is voor het eerst geldig gepubliceerd in 1865 door Sars.